# Havoise di Bretagna
Havoise (in francese Havoise de Bretagne; Rennes, 1027 circa – 19 agosto 1072) fu duchessa di Bretagna e contessa di Rennes e anche contessa consorte di Cornovaglia e di Nantes, dal 1066 alla sua morte.

## Origine
Havoise, secondo la Genealogiae comes Flandriae era figlia del conte di Rennes e duca di Bretagna, Alano III e della moglie (come ci conferma la Ex Chronicon Kemperlegiense, Berta di Blois, che, secondo la Ex Chronicon Kemperlegiense, era figlia del conte di Blois, di Chartres, di Châteaudun, di Tours, di Provins, di Reims, di Meaux e di Troyes, Oddone II, e della moglie (come risulta dal Chronica Albrici Monachi Trium Fontium), Ermengarda d'Alvernia ( † dopo il 1042), che, secondo la Genealogiae comes Flandriae era figlia del conte d'Alvernia, Guglielmo IV e della moglie Humberge (o Ermengarda).
Alano III di Bretagna, secondo il monaco e cronista normanno, Guglielmo di Jumièges, nella sua Historiæ Normannorum Scriptores Antiqui, era il figlio primogenito del conte di Rennes e duca di Bretagna, Goffredo I Berengario e della moglie, Havoise di Normandia (980 circa - 21 febbraio 1034)), che, secondo Guglielmo di Jumiège, era la figlia di Riccardo I Senza Paura Jarl (equiparabile al nostro conte) dei Normanni e conte di Rouen, e della moglie, Gunnora (950-5 gennaio 1031), di cui non si conoscono i nomi degli ascendenti, ma di nobile famiglia di origine vichinga (Gunnor ex nobilissima Danorum prosapia ortam); i genitori di Havoise sono confermati anche dal monaco e cronista inglese, Orderico Vitale. Però i religiosi e cronisti normanni Dudone di San Quintino e Roberto di Torigni sostengono che alla nascita Havoise fosse figlia naturale, in quanto l'unione di Riccardo I Senza Paura e di Gunnora era stata fatta secondo il more danico o uso vichingo, pagano, senza cerimonia religiosa e che il matrimonio religioso fu celebrato in un secondo tempo.

## Biografia
Il 1 ottobre 1040, mentre assediava un castello ribelle nei pressi di Vimoutiers, in Normandia, suo padre, Alano III, che dal 1035 era tra i custodi del giovane duca di Normandia, Guglielmo II, morì improvvisamente e, se si presta fede ad Orderico Vitale, fu avvelenato dagli stessi normanni. La morte di Alano III, nel 1040, è documentata anche dallo Ex Chronico Britannico.
Ad Alano III succedette suo fratello, Conan II, ancora minorenne, sotto tutela della madre, Bertha di Blois, e la reggenza dello zio, il Conte di Penthièvre, Oddone I.
Sua madre, Berta, dopo che Conan II era divenuto maggiorenne, ancora secondo Orderico Vitale, andò in sposa al conte del Maine, Ugo IV, figlio primogenito e unico figlio maschio del conte del Maine, Eriberto I (come risulta dagli Actus pontificum Cenomannis in cui, il suo prozio, Eriberto «Baco» del Maine, che governava in suo nome fu costretto a rinchiudersi in un monastero) e della moglie, di cui non si conosce né il nome né la casata. 
Questo secondo matrimonio, secondo gli Actus Pontificum Cenomannis era stato favorito dal vescovo di Le Mans, Gervasio di Château-du-Loir, per rafforzare i legami tra la contea del Maine e la contea di Blois.
I due matrimoni di Berta trovano conferma nell'Ex Chronico Ruyensis Cœnobii, quando nell'anno 1062, ricorda la morte dei fratellastri, Eriberto e Conan II (Herbertus Cenomannensium Comes et frater uterinus Conani ducis).
Secondo la Ex Chronico Britannico suo fratello, Conan II morì nel 1066; sempre la Ex Chronico Britannico precisa che Conan II nel 1066 entrò nella contea di Angiò e lì trovò la morte. La morte di Conan II viene ricordata anche da Roberto di Torigni, abate di Mont-Saint-Michel, che precisa la data della morte.
Alla morte di Conan II, che non aveva figli legittimi, il ducato di Bretagna e la contea di Rennes furono ereditati dalla sorella, Havoise, unica erede, secondo il Ex Chronico Briocensi.
Sempre secondo il Ex Chronico Briocensi, in quello stesso anno Havoise prese marito e fu affiancata nel governo del ducato dal conte di Cornovaglia e di Nantes, Hoel.
Hoel, secondo il Ex Chronico Briocensi era figlio del conte di Cornovaglia, Alano Canhiart e della moglie, Giuditta di Nantes, che, sempre secondo il Ex Chronico Briocensi , era figlia del conte di Nantes, Judicael di Nantes, discendente dai conti di Nantes; infatti Judicael di Nantes, secondo La chronique de Nantes, era il figlio illegittimo primogenito del conte di Vannes e di Nantes e duca di Bretagna (dal 960 al 981), Hoel I.
In seguito alla morte di Conan II, il fratellastro, Goffredo Grenonat si impadronì della contea di Rennes, usurpando il titolo alla sorellastra, come ci viene confermato dal Cartulaire de l´abbaye de Sainte-Croix de Quimperlé.
Verso il 1072, Havoise viene citata nel documento n° CCCXXXIII del Cartulaire de l'abbaye de Redon en Bretagne, assieme al marito Hoel ed a tre dei figli: Alano Fergent, Mattia e Oddone.
In quello stesso anno, secondo il Cartulaire de l´abbaye de Sainte-Croix de Quimperlé, Havoise morì.
Il marito, Hoel, che già governava per conto della moglie, le succedette nel titolo di duca di Bretagna, come Hoel II.

## Discendenti
Havoise a Hoel II diede sette figli:
- Alano Fergent[24] ( † 13 ottobre 1119), duca di Bretagna
- Mattia[24] ( † 1103/4), conte di Nantes
- Oddone[22] ( † 1072/5), morì prima del 1075, perché non è citato nel documenton° LXXV del Cartulaire de l´abbaye de Sainte-Croix de Quimperlé, inerente ad una donazione all'abbazia di Sainte-Croix de Quimperlé, fatta dalla nonna, Berta di Blois[21]
- Adele, badessa del convento di Saint-Georges di Rennes.
- Havoise ( † dopo il 1075), citata, assieme ai fratelli ed al cugino, Alano (figlio di Conan II di Bretagna), nel documenton° LXXV del Cartulaire de l´abbaye de Sainte-Croix de Quimperlé, inerente ad una donazione all'abbazia di Sainte-Croix de Quimperlé, fatta dalla nonna, Berta di Blois in suffragio della propria anima e di quelle dei suoi discendenti[26]
- Hildeberga, che sposò Goffredo di Mayenne
- Benedetto[24].

### Fonti primarie
- (LA)  Monumenta Germaniae Historica, Scriptores, tomus IX.
- (LA)  Monumenta Germaniae Historica, Scriptores, tomus XXIII.
- (LA)  Rerum Gallicarum et Francicarum Scriptores, tomus XI.
- (LA)  Rerum Gallicarum et Francicarum Scriptores, tomus XII.
- (LA)  Ordericus Vitalis,  Historia Ecclesiastica, vol. II.
- (LA)  Rodulfi Glabri Cluniacensis, Historiarum Sui Temporis, Libri Quinque.
- (LA)  Chronique de Robert de Torigni, abbé de Mont-Saint-Michel, Tome I.
- (LA)  Cartulaire de l'abbaye de Redon en Bretagne.
- (LA)  Cartulaire de l´abbaye de Sainte-Croix de Quimperlé.
- (LA)  Actus Pontificum Cenomannis in urbe degentium (Le Mans).
- (LA)  Stephani Baluzii Miscellaneorum, Liber I.
- (LA)  Historiæ Normannorum Scriptores Antiqui.

### Letteratura storiografica
- Louis Halphen, "La Francia dell'XI secolo", cap. XXIV, vol. II (L'espansione islamica e la nascita dell'Europa feudale) della Storia del Mondo Medievale, 1999, pp. 770–806.
- (FR)  La chroniques de nantes.